# 혼혈아 쥬리
"혼혈아 쥬리"는 한국에서 제작된 전응주 감독의 1974년 영화이다. 서미경 등이 주연으로 출연하였고 신태선 등이 제작에 참여하였다.

## 출연

### 주연
- 서미경
- 채령
- 주영